# 愚か者
「愚か者」（おろかもの）は、1987年に発表された近藤真彦及び萩原健一の楽曲。

## 概要
当時、ジャニーズ所属のアイドル歌手だった近藤真彦と、ミュージシャンで俳優の萩原健一による競作。伊集院静（伊達歩）が最初に作詞した歌詞を萩原が気に入らず、書き直させた。のちに萩原は「最初に上がった詞がイメージが違うなって思って、全てを書き直してもらいました。こんなイメージがいいよって、僕が口ずさんで、それを井上さんが組み立てた」と語っている。作曲が旧知の井上堯之であることで、萩原と井上が中心で制作された。

## 近藤真彦ヴァージョン
1987年1月1日に、近藤真彦の22枚目のシングルとしてCBS・ソニーから発売された。

### テレビ番組での披露
『ザ・ベストテン』には1987年1月15日放送回（第463回）で初ランクイン（第3位）、2月5日放送回（第466回）で第1位を獲得し、同番組において近藤の曲が第1位になったのはこれが最後になった。
1987年末に行われた『第38回NHK紅白歌合戦』で、表題曲を披露した。

### 再発盤
- 1987年発売のシングル「さすらい」と「泣いてみりゃいいじゃん」の2曲と共に、12月発売された12インチシングル『1987 LIVE SINGLES』にライブ・レコーディング形式で収録されている[5]。
- 1989年3月21日に、CBS・ソニー創立20周年企画「Platinum Single SERIES」の一枚としてカップリングを『さすらい』に差し替えた8cmCDが発売された[6]。
- 2006年1月1日に発売された、歌手デビュー25周年記念商品『マッチ箱 〜25th Anniversary Complete Singles Edition〜』に、B面曲を含め、マキシシングルとして復刻された。CD-BOXのみで、個別販売はしていない。

### 収録曲
1. 愚か者
作詞：伊達歩／作曲：井上堯之／編曲：戸塚修
2. KISS ME PLEASE
作詞・作曲：都志見隆／編曲：松下誠

## 萩原健一ヴァージョン
「愚か者よ」（おろかものよ）は、1987年1月21日に発売された萩原健一の16枚目のシングル。
タイトルが「愚か者よ」となっているほか、近藤ヴァージョンとは歌詞の一部、キーの構成、編曲者が異なっている。

### 収録曲
1. 愚か者よ
作詞：伊達歩／作曲・編曲：井上堯之
2. めぐり逢い
作詞：萩原健一／作曲：速水清司

## カバー版
| アーティスト                                                               | 収録作品                         | 発売日        | 規格品番         | 備考                             |
| 愚か者                                                                     | 愚か者                           | 愚か者        | 愚か者           | 愚か者                           |
| -------------------------------------------------------------------------- | -------------------------------- | ------------- | ---------------- | -------------------------------- |
| 髙橋真梨子                                                                 | 紗                               | 1989年5月21日 | CD:VDR-1611      |                                  |
| モダンチョキチョキズ                                                       | ローリング・ドドイツ             | 1992年7月22日 | CD:KSC2-13       |                                  |
| ヘビメタサンダース （マーティ・フリードマン、ROLLY、鮎貝健によるユニット） | MATCHY TRIBUTE                   | 2006年1月25日 | CD:SRCL-6223     | 近藤真彦のトリビュート・アルバム |
| 井上堯之                                                                   | 井上堯之の世界                   | 2006年7月7日  | CD:MW-6001       | セルフカバー                     |
| 井上堯之 MINDLESS JOHN TRIO                                                | Feelingly                        | 2007年7月25日 | CD:XQCM-1201     | セルフカバー                     |
| 桑田佳祐                                                                   | 昭和八十三年度! ひとり紅白歌合戦 | 2009年3月25日 | Blu-ray:VIXL-200 |                                  |
| 桑田佳祐                                                                   | 昭和八十三年度! ひとり紅白歌合戦 | 2009年3月25日 | DVD:VIBL-700/1   |                                  |

### 近藤によるセルフカバー
- アルバム『THE ROCK BEST』（1996年）
- シングル『BANKA 〜男たちの挽歌〜』（2008年）
- アルバム『三十五周年 近藤真彦×伊集院静=二十四曲』（2015年）